# Rudergesellschaft Heidelberg
Die Rudergesellschaft Heidelberg 1898 e. V. (kurz RG Heidelberg oder RGH) ist ein Heidelberger Sportverein.
Während in den Anfangsjahren das sportliche Angebot ausschließlich Rudern, auch in Kooperation mit Schulen, umfasste, wurde es im Jahr 1919 durch eine Rugbyabteilung ergänzt. Die RG Heidelberg hat mit Stand 2012 etwa 650 Mitglieder, davon 350 in der Ruderabteilung.

## Ruderabteilung
Die Ruderabteilung der RG Heidelberg hat etwa 350 Mitglieder, von denen die Hälfte aktiv den Rudersport ausübt. Zu den übrigen Mitgliedern zählen unterstützende und auswärtige Mitglieder. Tatsächlich nehmen jedes Jahr aber weit über 500 Personen in allen Altersklassen das sportliche Angebot der Ruderabteilung wahr. Diese hohe Zahl kommt durch Kooperationen mit Schulen zustande sowie weiterem sozialen Engagement des Vereins. Hierzu zählt beispielsweise das betreute Rudern für krebskranke Kinder (in Kooperation mit den Heidelberger „Waldpiraten“), oder die Ausrichtung der Benezifregatta „Rudern gegen Krebs“ in Heidelberg.

### Geschichte
Gegründet wurde die RGH am 4. Juni 1898 im Hotel „Perkeo“ in Heidelberg. Den zehn Gründungsmitglieder schlossen sich noch am Gründungstag weitere Personen an, sodass die RGH bereits am Gründungstag 43 Mitglieder umfasste. Noch im gleichen Monat traf das erste Boot des Vereins ein, Vierer in Klinker-Bauweise. Zum Ende des Gründungsjahrs besaß die RGH bereits vier Boote. Das Bootshaus befand sich in einem Hinterhaus der Heidelberger Stadthalle.
Im Jahr 1901 erfolgte die Aufnahme in den DRV, wofür der Mannheimer Ruderverein (heute Mannheimer Rudergesellschaft Baden von 1880) Pate stand. Im gleichen Jahr erfolgte die Aufnahme in den Vereinsregister des Großherzoglichen Amtsgerichts. Ab diesem Zeitpunkt war es für die RGH möglich, auch an Regatten teilzunehmen.
Im Jahr 1903, also erst fünf Jahre nach der Gründung, war die Mitgliederzahl bereits auf fast 200 gestiegen.
Die bis heute bestehenden Kooperationen mit Heidelberger Schulen wurde im Jahr 1905 eingeleitet und begann mit der Gründung der Schüler-Abteilung für Schüler der Großherzoglichen Oberrealschule (heute Helmholtzgymnasium Heidelberg).
Da das bisherige Bootshaus den Anforderungen des gewachsenen Vereins nicht mehr genügte, erfolgte im Jahr 1903 der Spatenstich zum Bau des neuen Gesellschafts- und Bootshaus an der Schlierbacher Landstraße, das im gleichen Jahr bezogen wurde. Dieses Gebäude fiel dem Ausbau der Neckartal-Bahnlinie zum Opfer. Im Jahr 1932 baute der Verein daher das auch heute noch im Besitz der Stadt Heidelberg befindliche ehemalige Turbinenhaus der Portland-Cement-Fabrik zu seinem heutigen Bootshaus um. Dieses ist seitdem Sitz der RGH.
Während des Zweiten Weltkriegs war das Bootshaus der RGH durch die Alliierten besetzt. Infolge von Vandalismus nach Ende des Zweiten Weltkriegs wurden der Bootspark und die Einrichtung des Bootshauses total zerstört. Im Zuge der allgemeinen Aufwärtsentwicklung der Bundesrepublik erholte sich die RGH allmählich.
Anfang und Mitte der 1960er-Jahre befand sich die RGH auf ihrer bis heute nicht übertroffenen Hochphase im Rudersport. Zeitweilig ruderten für die RGH über drei Achtermannschaften, die z. B. 1963 mehr als 20 Siege einfuhren, eine bis heute beachtliche Anzahl.

## Rugbyabteilung

### Geschichte
Die Rugbyabteilung der RGH wurde im Jahr 1919 gegründet und diente zunächst den Ruderern zur Überbrückung der Wintersaison, in der auf dem zugefrorenen Neckar kein Rudern möglich war.
Die RGH war 1971/72 Gründungsmitglied der Rugby-Bundesliga und ist der einzige Verein, der ihr ununterbrochen angehört.

### Erfolge
Die ersten Erfolge der RG Heidelberg stellten sich in den 1930er-Jahren in Form von Finalteilnahmen an den deutschen Meisterschaften ein. Diese gewann die RGH erstmals 1980.

#### Finalteilnahmen bei dendeutschen Meisterschaften
| Jahr | Ort                  | Endspiel                              | Ergebnis               |
| ---- | -------------------- | ------------------------------------- | ---------------------- |
| 1930 | Hannover             | SV Odin Hannover – RG Heidelberg      | 13:0                   |
| 1932 | Hannover             | FV 1897 Linden – RG Heidelberg        | 6:5                    |
| 1933 | Heidelberg           | VfR Döhren – RG Heidelberg            | 3:0                    |
| 1937 | Hannover             | FV 1897 Linden – RG Heidelberg        | 32:11                  |
| 1938 | Heidelberg           | VfV Hannover-Hainholz – RG Heidelberg | 14:3                   |
| 1959 | Berlin               | VfR 06 Döhren – RG Heidelberg         | 10:5                   |
| 1970 | Hannover             | DSV Hannover 78 – RG Heidelberg       | 20:6                   |
| 1980 | Frankfurt/M.         | RG Heidelberg – FV 1897 Linden        | 16:10                  |
| 1982 | Hannover             | DSV Hannover 78 – RG Heidelberg       | 15:6                   |
| 1983 | Heidelberg           | DSV Hannover 78 – RG Heidelberg       | 16:12                  |
| 1996 | Heidelberg           | TSV Victoria Linden – RG Heidelberg   | 9:8                    |
| 1997 | Hannover             | RG Heidelberg – TSV Victoria Linden   | 12:12 n. V., 3:1 i. P. |
| 1999 | Heidelberg, Hannover | DRC Hannover – RG Heidelberg          | 11:22, 24:10           |
| 2006 | Heidelberg           | RG Heidelberg – SC Neuenheim          | 13:9 n. V.             |
| 2007 | Frankfurt/M.         | RG Heidelberg – SC Frankfurt 1880     | 23:15                  |
| 2008 | Frankfurt/M.         | SC Frankfurt 1880 – RG Heidelberg     | 28:13                  |
| 2018 | Berlin               | Heidelberger RK – RG Heidelberg       | 47:12                  |

1. ↑  12:12 n. V., 3:1 im Platztritt-Schießen. Das Gesamt-Ergebnis wird auch mit 15:13 angegeben, obwohl ein Platztritt 3 Punkte zählt.

Die RG Heidelberg gewann zudem den seit 1962 ausgespielten DRV-Pokal in den Jahren 1967 (9:3 gegen den SV Odin Hannover), 1986 (13:3 gegen den DRC Hannover), 1995 (26:6 gegen den SC Neuenheim), 1997 (37:13 gegen DRC Hannover) und 2004 (23:20 wieder gegen den DRC Hannover). Demgegenüber verlor die RGH acht Mal im Finale des DRV-Pokal, zuletzt 2007 mit 13:18 gegen den SC 1880 Frankfurt.
Die RGH ist der einzige deutsche Verein, der einen englischen Rugbynationalspieler (Philipp Christophers) aus ihren Reihen hervorgebracht hat.

### Persönlichkeiten
Bei der RG Heidelberg spielten eine Vielzahl von Persönlichkeiten wie beispielsweise Nationalmannschaftsspieler und -trainer:
- Rudolf Finsterer
- Tim Coly
- Manuel Wilhelm